# Janusz Zadura
Janusz Zadura (ur. 10 listopada 1968 w Puławach) – polski aktor dubbingowy i dziennikarz. Rzadko występuje w filmach i serialach przed kamerą.

## Życiorys
Absolwent II Liceum Ogólnokształcącego im. KEN w Puławach z roku 1987 i Wydziału Aktorskiego PWST w Warszawie z roku 1991.
Karierę dziennikarską rozpoczynał w latach 1992–1994 w prywatnej stacji telewizyjnej NTW. Przez kilka lat był komentatorem sportowym TVP oraz prowadził Sport po Wiadomościach w TVP1. W 2000 roku prowadził w TVP1 studio Letnich Igrzysk Olimpijskich w Sydney. Pracował w licznych stacjach radiowych i TV m.in. TV Puls, gdzie prowadził Wydarzenia TV Puls. Był pierwszym prowadzącym program „Interwencja” na antenie Polsatu. Przez kilka lat pracował w TVN Warszawa, gdzie prowadził poranny program „Witaj Warszawo” oraz główne wydania „Stolicy”. Od 2014 jest lektorem kanału TVP ABC. Od 2015 roku w Polskim Radiu Dzieciom prowadzi program „Podwieczorek z Filipem i Leopoldem”.

## Filmografia
- 1989: Balladka (etiuda szkolna) – obsada aktorska
- 1991: Panny i wdowy – służący w Lechicach
- 1993–1994: Zespół adwokacki – Rafał Korewicz, dziennikarz radia Bum (odc. 1, 3, 6-7, 10, 12)
- 1993: Palec Boży (spektakl telewizyjny) – Perry Trotter
- 1994: Portret słabego pianisty (etiuda szkolna) – marzyciel I
- 1998: Jadłodajnia (etiuda szkolna) – konsument
- 2000: Na dobre i na złe – sanitariusz (odc. 29, 31, 33)
- 2003: Na Wspólnej – gracz
- 2005: Na Wspólnej – klient
- 2008: Cucaracha (etiuda szkolna) – kucharz
- 2010: Hotel 52 – menedżer sklepu (odc. 19)
- 2010: Czas honoru – mężczyzna (odc. 31)
- 2011: Ciało Chrystusa – Anioł
- 2012: Na Wspólnej – ojciec Kariny
- 2013: Przepis na życie – gość w Przepisie (odc. 54)
- 2014: Okna i samoloty (etiuda szkolna) – obsada aktorska
- 2014: Na dobre i na złe – lekarz pogotowia (odc. 564)
- 2015: Barwy szczęścia – lekarz (odc. 1306)
- 2016: Na noże – współwłaściciel upadłej restauracji (odc. 3)
- 2017: Komisarz Alex – redaktor naczelny Kuriera, mąż Janickiej (odc. 120)
- 2017: Ja i mój tata – ojciec kolegi Michałka
- 2018: Ojciec Mateusz – sołtys (odc. 253)
- 2018: M jak miłość – mężczyzna (odc. 1365)
- 2018: Diagnoza – lekarz transplantolog (odc. 40)
- 2019: Pierwsza miłość – psychiatra Michalczewski (odc. 2794, 2801)

## Polski dubbing
- 2022: Kroniki Myrtany: Archolos – Kessel
- 2018: Jill i Joy. Tajemniczy nieznajomy – Pan Malutki
- 2018: Tomek i przyjaciele: Wielki świat! Wielkie przygody! – Tomek (dialogi)
- 2018: Spyro Reignited Trilogy –
  - Alban,
  - Asher,
  - Oswin,
  - Tytan,
  - Boldar,
  - Król Flippy,
  - Bryzoptak Skrzek,
  - Grzdyl,
  - Satyr,
  - Sierżant Beczułka,
  - Wodny czarodziej Wodniak
- 2018: Mirai – Głos z głośnika na dworcu
- 2018: Lego DC Super-Villains – Strach na Wróble
- 2018: Co w trawie piszczy – Incognito
- 2018: Tarzan i Jane – Renard Dumont
- 2018: Rysio Raper i skąpy wujek – Arnold
- 2018: Zombi – Tata Zeda i Zoey
- 2018: Strażnicy Galaktyki: Nikczemny plan Thanosa – Rocket
- 2018: Paweł, apostoł Chrystusa
- 2017: Tomek i przyjaciele: Podróż poza wyspę Sodor – Tomek
- 2017: Bruno i Bucior: To niemożliwe w Macdonald Hall – Hartley
- 2017: Kuba i sekretna receptura – Jens Ebbesen / Krata
- 2017: Rocket i Groot – Rocket
- 2016: Legendy ukrytej świątyni – Chet
- 2016: Bruno i Bucior: Wskakujcie do basenu – Bob
- 2016: Tomek i przyjaciele: Wielki wyścig – Tomek
- 2016: Pies, który uratował lato – pies Zeus
- 2016: Angry Birds Film – Chuck
- 2016: Yo-kai Watch – Pan Johnson, nauczyciel
- 2016: Pies, który ocalił Wielkanoc – pies Zeus
- 2016: Strażnicy Galaktyki – Rocket Raccoon
- 2016: Małe i duże przygody Miffy – Tata Miffy
- 2016: Totalna Porażka: Wariacki wyścig – Pete
- 2016: Scooby Doo i Czarny Rycerz – Kyle
- 2016: Kumple z dżungli – na ratunek sowie i spółce! – Żaba
- 2015: Turbo Fast – Construction Snail
- 2015: Henio Dzióbek –
  - Mama pana Ryszerda,
  - wiewiórka
- 2015: Sowa i spółka – Żaba
- 2015: Battlefield Hardline
- 2015: Pingwiny z Madagaskaru – Rico
- 2014: George prosto z drzewa
- 2014: Poszukiwacze świętego Mikołaja – wujek Charlie
- 2014: Tomek i przyjaciele: Opowieść o odwadze – Tomek
- 2014: 7K – Gburek
- 2014: Sunset Overdrive – Floyd
- 2014: Niebezpieczny Henryk – Dzieciaczek
- 2014: Odlotowe agentki
- 2014: Disney Infinity 2.0: Marvel Super Heroes – Rocket
- 2014: Pac-Man i upiorne przygody – hrabia Pacula
- 2013: Tree Fu Tom – Twigs
- 2013: Hulk i agenci M.I.A.Z.G.I. – Generał Thaddeus „Grom” Ross/Red Hulk
- 2013: Avengers: Zjednoczeni –
  - MODOK,
  - Red Hulk
- 2012: Gormiti – Petrifus
- 2012: Taz-Mania – Axl
- 2012: Mega Spider-Man – Rocket Raccoon
- 2012: Slugterra – Pan Sobota
- 2012: Legenda Korry – Bolin
- 2012: Madagaskar 3 – Rico
- 2011: Wiedźmin 2: Zabójcy królów –
  - Brysław,
  - Chłop
- 2011: Battlefield 3 – pilot myśliwca
- 2010: Sezon na misia 3 – Serge
- 2009: Pokémon: Wymiar walki – Yuzo
- 2008: Pingwiny z Madagaskaru – Rico
- 2008: Madagaskar 2 – Rico
- 2008: Speed Racer
- 2006: Sezon na misia – Kaczka Serge
- 2006: Wymiennicy – Johnny (od Serii 1)
  - Kolega wymienionego Burmistrza Presant Hills,
  - Robot chroniący Todda
- 2006: Kudłaty i Scooby Doo na tropie – Agent 1
- 2005–2008: Awatar: Legenda Aanga – Jet (odc. 10)
- 2005: Spadkobiercy tytanów – Aki
- 2005: Robotboy – Constantine (seria III i IV)
- 2005: Madagaskar – Rico
- 2005: Globtroter Grover – Grover
- 2005: Garbi: super bryka – Spiker II
- 2005: Czerwony Kapturek – prawdziwa historia
- 2005: Kurczak Mały – Obcy
- 2004–2008, 2012–2014: Leniuchowo – Stingy
- 2004–2006: Liga Sprawiedliwych bez granic
- 2004: Przygody Lisa Urwisa – Szczur
- 2004: Nascar 3D – Spiker 1 / Fan 11 / Com
- 2004: Gwiezdne jaja: Część I – Zemsta świrów – Dzidzia
- 2004: Świątynia pierwotnego zła – różne głosy
- 2003: Rayman 3: Hoodlum Havoc –
  - Otto,
  - Anna Lyse,
  - Spiker z Lasu Czystoliść
- 2003: Ghost Master
- 2002: Robin Hood: Legenda Sherwood – Robin Hood
- 2002–2008: Kryptonim: Klan na drzewie –
  - Tomuś (T.R.E.N.I.N.G.; Z.E.R.O.),
  - Numer 65.3 (L.I.D.E.R.)
- 2002: Bawmy się, Sezamku – Grover
- 2002: Planeta skarbów – Onus
- 2002: Beyblade V-Force – Tyson
- 2001–2004: Samuraj Jack
- 2001–2003: Legenda Tarzana – Renard Dumont
- 2001–2003: Aparatka – Alden
- 2001: Shrek – Robin Hood
- 2001: Harry Potter i Kamień Filozoficzny
- 1997–2004: Johnny Bravo
- 1997: Polowanie na mysz – Lars Smuntz
- 1997: Herkules – Hermes
- 1995–1998: Timon i Pumba –
  - Sęp #2 (odc. 2b),
  - Dzika gęś (odc. 3b),
  - Fred (odc. 8a, 22a, 36, 38b),
  - Szakal (odc. 15b),
  - Śmierdziuch (odc. 16a),
  - Żuk #2 (odc. 16a),
  - Dziurek (odc. 18a),
  - Mel (odc. 19b),
  - Bzyk (odc. 47b),
  - Pierre (odc. 52a),
  - Marynarz (odc. 64b),
  - Wielki Plop (odc. 65a),
  - Chłopcy (odc. 65b),
  - Chłopaczek (odc. 65b)
- 1992–1997: Kot Ik! –
  - Saggy,
  - Kopp
- 1984–1987: Łebski Harry
- 1970–1972: Josie i Kociaki – Alan M. Mayberry

## Programy telewizyjne
- Wydarzenia TV Puls
- „Interwencja” – Polsat
- „Witaj Warszawo!” – poranny program w TVN Warszawa
- „Stolica” – główne wydania serwisu informacyjnego TVN Warszawa